# Фрањо Грегл
Фрањо Грегл (Брачна Вас код Бизељског 1891. — погинуо као пилот 16. августа 1916. на фронту код Комена) је био бициклиста.
Занат је учио у Загребу, где је од 1909. био члан ХКБ Сокол (Хрватски клуб бициклиста Сокол) и те године освијио је Првенство Хрватске и Славоније.
На првој бициклистичкој трци за првенство Јужних Словена Љубљана — Трст (1909) други, а 1910. и 1912. први. Првенство Хрватске и Славоније освао је још 4 пута (1910—1913.
Највећа му је победа 1911. осваја у Будимпешти у борби за „Златни точак“, када је на стази од 250 км оставио иза себе најбоље аустријске и мађарске возаче. То је у ствари била квалификација за одлазак у Стокхолм на Летње олимпијске игре 1912. Међутим Грегл није отпутовао на олимпијске игре јер је одбио да вози за репрезентацију Аустроугарске.
Најбољи бициклистички такмичар са баканских простора у Аустроугарској 1913. у Тиролу на трци Rund um den Gletsher 351 км, надмоћно побеђује 79 минута испред АустријанцаKauflescha и Немца Муца (Mutza). Први је на трци око Горичког краса Трст—Горица—Трст—Марибор—Грац, Беч—Брно—Беч.
Године 1914 поново први у Тиролу, а у јулу 1914. (Rund um den Hochschwab 188 км) први, 24 минута испред осталих.